# Estatólito

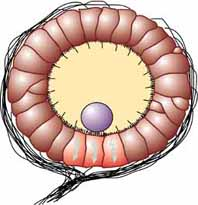
Esquema dum estatocisto com um estatólito.

Nos invertebrados, especialmente nos aquáticos, os estatólitos são estruturas calcárias que se encontram dentro dos estatocistos, que são órgãos que fazem parte do equilíbrio destes animais; tal como os bivalvos, os cnidários, os equinodermos, os cefalópodes e os crustáceos.

## Função
Estas pequenas estruturas, quando se deslocam por efeito da gravidade ou pelo movimento próprio do animal, colocam-se sobre o epitélio ciliado do estatocisto, o qual, por meio de conexões nervosas, transmite a informação para o centro produtor das sensações, informando sobre a posição a que se encontra.
O seu equivalente nos vertebrados são os otólitos, situados no ouvido interno, por isso neles falar-se num sistema estato-acústico.
O funcionamento dos estatólitos é muito básico: quando o animal se vira ou quando muda a sua orientação, a força gravitacional actua sobre o estatólito, que se desloca por gravidade e faz com que toque e estimule algumas células sensoriais das muitas que estofam a superfície interna do estatocisto. A célula, então estimulada, produz uma resposta e assim o animal mantém-se informado sobre a sua posição e orientação em relação à anterior.
Os estatocistos estão presentes principalmente em animais predadores, nadadores livres e escavadores, no entanto não se estão presentes na maioria dos animais parasitas, nos de pequena dimensão, nos sensíveis ou nos intersticiais.